# Tahoces
Tahoces (en asturiano y oficialmente: Taoces) es un lugar que pertenece a la parroquia de Valsera en el concejo de Las Regueras (Principado de Asturias). Se encuentra a 135 m s. n. m. y está situada a 4 km de la capital del concejo, Santullano. 

## Población
En 2020 contaba con una población de 45 habitantes (INE 2020) repartidos en un total de 20 viviendas.